# Statens Planteavlsudvalg
Statens Planteavlsudvalg blev oprettet i 1898 til varetagelse af administrationen af statens forsøgsvirksomhed i plantekultur og dannede et mellemled mellem det daværende landbrugsministerium og forsøgsvirksomheden. Udvalget forestod udgivelsen af Tidsskrift for Planteavl, hvori forsøgsberetningerne blev offentliggjort.
Udvalget var oprindeligt, sammen med Det Kongelige Danske Landhusholdningsselskab, ansvarligt for Statens Planteavlsforsøgs, men udvalget blev nedlagt i 1990, idet Statens Planteavlsforsøg indgik i Plantedirektoratet.